# Andrzej Chciuk
Andrzej Chciuk, Andrew Soddell (ur. 13 stycznia 1920 w Drohobyczu, zm. 15 maja 1978 w Melbourne) – polski pisarz, poeta i dziennikarz emigracyjny. Brat Tadeusza Chciuka-Celta.
Pisał powieści, dylogię wspomnieniową o przedwojennym Drohobyczu, opowiadania i poezje. Był także felietonistą polskiej prasy polonijnej (m.in. w latach 1955-1974 powstał cykl felietonów Szczypta soli w wydawanych w Sydney Wiadomościach Polskich i Tygodniku Polskim z Melbourne).

## Życiorys
Był synem Marii i Michała. Miał braci Antoniego, Władysława, Tadeusza, siostrę Stanisławę (po mężu SKlenarz).
W 1938 ukończył Państwowe Gimnazjum im. Króla Władysława Jagiełły w Drohobyczu, zdając egzamin dojrzałości. Następnie podjął studia na Wydziale Prawa Uniwersytetu Jana Kazimierza we Lwowie, w 1939 kończąc pierwszy rok. Był harcerzem, sportowcem, redaktorem pisma „Włóczęga”. 
Po wybuchu II wojny światowej przedostał się przez Węgry na Zachód. Wstąpił do Wojska Polskiego we Francji, służył w oddziale zwiadowców 2 Dywizji Strzelców Pieszych. Brał udział w kampanii francuskiej 1940. Po poddaniu się Paryża został umieszczony w obozie jenieckim w Besançon. W sierpniu 1940 zbiegł podczas przewożenia internowanych do Niemiec. 
W 1941 podjął studia na Uniwersytecie w Tuluzie w zakresie literatury francuskiej i historii. Był uczestnikiem francuskiego ruchu oporu (brał udział w akcjach bojowych, redagował pisma podziemne). Należał do Polskiej Organizacji Walki o Niepodległość oraz Forces Françaises de l’Interieur. W 1942 został aresztowany przez gestapo i więziony przez trzy miesiące w więzieniu w Tuluzie, po czym zbiegł.
W latach 1943–1944 zajmował się wydawaniem tajnych publikacji polskich YMCA we Francji. W latach 1944–1947 redagował pismo Razem, młodzi przyjaciele. W początkowym okresie wydawania gazety jego praca miała charakter konspiracyjny.
W 1944 powrócił do Paryża. W 1946 poślubił Barbarę Kulwieć. Tam też urodziły się jego dzieci: Jacques André Michael (1946) i Anne Isabelle (1950).
W 1947 ukończył Szkołę Dziennikarską. Po wojnie pisał dla czasopism polskich i francuskich, w radiu prowadził audycje oświatowe dla Polaków. Po współpracował z wydawnictwami polskimi oraz socjalistyczną prasą we Francji, m.in. z Robotnikiem Polskim.

### Pobyt w Australii (1951-1978)[5]
Andrzej Chciuk z żoną i dwojgiem dzieci do Australii przypłynął 13 listopada 1951. Na początku pracował m.in. w spalarni śmieci, wylewał asfalt oraz był szefem kuchni. Współpracował też z miejscową prasą, m.in. z Tygodnikiem Katolickim z Bathurst i Echem z Perth. Był też współtwórcą polskiego kabaretu Wesoła Kookaburra (1954).
W 1954 otrzymał wyróżnienie w konkursie literackim Głosu Polskiego – Gazety Polskiej z Toronto za wiersze: Lokomotywa i Poemat o Brunonie Schulzu, a w 1955 nagrodę literacką Kultury za opowiadanie Smutny uśmiech. W latach 1956–1962 był redaktorem dodatku literackiego Widnokręgi do Wiadomości Polskich. W 1958 r. zrezygnował z działalności w kabarecie (powrócił do niego w 1963). W tym samym roku rozpoczął współpracę z londyńskimi Wiadomościami. Zdobył drugie miejsce w konkursie Tazaba za opowiadanie Plus ça change, plus c’est la même chose.
W 1959 zmienił nazwisko na Soddell, ale jako literat pozostał przy nazwisku Chciuk. Pisał również pod pseudonimem „Ach”. Również w roku 1959 za poemat Tamta ziemia zdobył pierwsze miejsce w konkursie organizowanym przez Związek Pisarzy Polskich na Obczyźnie. Następnie odbył podróż dookoła Australii w celu zebrania materiałów do książki dotyczącej Polonii australijskiej.
W 1966 zaczął pracować jako nauczyciel języka francuskiego i historii w szkole średniej w Melbourne, a także rozpoczął studia zaoczne z języka i literatury francuskiej na Uniwersytecie w Melbourne.
W latach 1967–1972 redagował dodatek kulturalno-literacki Tygodnika Polskiego Margines. W 1969 był redaktorem broszury Saving Jews in War-Torn Poland 1939–1945, wydanej przez Tygodnik Polski. Ukazała się ona w odpowiedzi na artykuł Douglasa Wilkie w dzienniku The Sun, w którym padło zdanie, że Niemcy wkroczyły do Polski po to, aby pomóc Polakom zniszczyć Żydów. Następnie pisarz nawiązał współpracę z Polską Fundacją Kulturalną w Londynie.
6 czerwca 1970 jego książka Atlantyda. Opowieść o Wielkim Księstwie Bałaku zdobyła pierwsze miejsce w dorocznym konkursie Wiadomości. Uznano ją „najwybitniejszą książką pisarza polskiego pochodzenia wydaną na emigracji w 1969 r.” W 1971 Chciuk pojechał do Europy. Odwiedził m.in. Wielką Brytanię, Francję, Szwajcarię, Niemcy i Izrael.
W 1973 otrzymał rządową dotację Australian Council for the Art – Literature Board w wysokości 6 tys. dolarów. W 1975 Związek Pisarzy Polskich na Obczyźnie uznał Emigrancką opowieść za najlepszą książkę roku (nagroda im. Herminii Naglerowej).
W sierpniu 1974 zmarł redaktor i właściciel Tygodnika Polskiego Roman Gronowski. Andrzej Chciuk liczył, że go zastąpi, jednak tak się nie stało. Pisarz wystosował wówczas do Polonii australijskiej List otwarty w sprawie Tygodnika Polskiego, który wywołał dyskusje i krytykę Chciuka.
W 1977 polska firma Carinia Records z Sydney wystosowała do niego prośbę o napisanie książki o powojennej emigracji polskiej w Australii i Nowej Zelandii. Na przełomie 1977/78 r. pisarz rozpoczął kolejną podróż po Australii. Książka nie doczekała się wydania. Andrzej Chciuk zmarł nagle 15 maja 1978.

## Twórczość
- Smutny uśmiech (Paryż, 1957) – nagroda paryskiej Kultury za rok 1955.
- Rejs do Smithton. Stary Ocean (1960)
- Pamiętnik poetycki (1961)
- Atlantyda. Opowieść o Wielkim Księstwie Bałaku (Londyn, 1969) – nagroda londyńskich Wiadomości
  - Атлантида: Розповідь про Велике Князівство Балаку. Місяцева земля: Друга розповідь про Велике Князівство Балаку / Переклад з польської, примітки та переднє слово Наталки Римської. – Київ: Критика (2011)
- Towarzysze z bezpieczeństwa. Powieść daj Boże historyczna (1970)
- Ziemia księżycowa (1972)
- Wizyta w Izraelu (1972)
- Emigrancka opowieść (1975)
- Trzysta miesięcy (1983)